# The Mountain
«The Mountain» (англ. Гора) — перший сингл шостого студійного альбому канадського рок-гурту Three Days Grace — «Outsider». В США пісня вийшла 25 січня 2018.

## Список пісень
| Стандартний сингл | Стандартний сингл | Стандартний сингл                                 | Стандартний сингл |
| #                 | Назва             | Автор                                             | Тривалість        |
| ----------------- | ----------------- | ------------------------------------------------- | ----------------- |
| 1.                | «The Mountain»    | Ніл Сандерсон, Метт Волст, Бред Волст, Баррі Сток | 3:21              |
| 3:21              |                   |                                                   |                   |

## Чарти
| Чарт (2018)                            | Місце |
| -------------------------------------- | ----- |
| U.S. Billboard Rock Digital Song Sales | 24    |
| U.S. Billboard Mainstream Rock         | 1     |
| U.S. Billboard Hot Rock Songs          | 14    |
| U.S. Billboard Rock Airplay            | 14    |
| Canada (Canadian Rock Songs)           | 8     |